# Movimento de Escritores Independentes de Pernambuco
O Movimento de Escritores Independentes de Pernambuco foi um movimento literário que reuniu novos poetas surgidos na década de 1980, na cidade do Recife.

## Origens
O marco inicial do movimento é considerado o I Encontro Nacional de Escritores Independentes - ENEI, realizado em setembro de 1981, na Casa das Crianças de Olinda ou, pelo menos, foi naquele momento que se oficializou 
Em meados da década anterior, havia surgido, no eixo Rio-São Paulo a chamada Geração Mimeógrafo, Poesia Marginal ou Geração Desbunde. Em certa medida, o Movimento de Escritores Independentes de Pernambuco foi sucedâneo, no Nordeste, dessa geração.

## Integrantes
O grupo era formado quase na sua totalidade por poetas, que, além de inéditos, eram adolescentes ou muito jovens, nascidos na década de 1960 e que cresceram sob a ditadura militar.
Fizeram parte do movimento, dos primeiros momentos até a segunda metade dos anos 80, Eduardo Martins, Francisco Espinhara, Cida Pedrosa, Fátima Ferreira, Héctor Pellizzi, Raimundo de Moraes, Dione Barreto, Manuzé, Marcilio Medeiros, Angela Fernanda Belfort, Mônica Franco, Manoel Constantino, Joaquim Cesário de Melo, Samuca Santos, Erickson Luna, Jorge Lopes, Don Antonio, Luis Carlos Monteiro, Wilson Freire, Aldo Gusmão, Laila Craveiro, Andréa Motta e Rossini Barreira. Os cinco primeiros nomes formaram o grupo de articulação mais coeso e são reconhecidos como aglutinadores do movimento.
Em outras cidades do Brasil, surgiram iniciativas semelhantes que utilizavam o nome de movimento de escritores independentes, Pernambuco foi o que viveu a experiência de forma mais intensa, tanto pelo número de escritores, quanto de eventos realizados.

## Formas de Intervenção
Não houve uma proposta estética explícita que deu coesão ao trabalho do conjunto desses poetas. Isto ficou patente desde o I Encontro Nacional, cujo resultado foi a aprovação de cinco itens, todos éticos e nenhum estético.
No entanto, o traço comum era a forma de intervenção. Fugindo do modo burocrático de atuação e do patrimonialismo dos círculos literários tradicionais, eles criaram as oportunidades de mostrar o seu trabalho e gerar uma agitação cultural nos espaços urbanos, por meio da realização de recitais de poesia, organização de eventos, edição de jornais literários e dos próprios livros.
Os recitais aconteciam nas ruas e bares, locais onde comercializavam também os livros, a exemplo do Bar Casarão, do Beco da Fome, da Praça do Sebo (Rua da Roda), na Rua Sete de Setembro, especialmente em frente à livraria Livro 7 e das Lojas Americanas, no Recife, do Bar Savoy e de bares localizados em Olinda
Entre os primeiros jornais independentes, a maioria de periodicidade incerta, estavam o Poemar (mar. 1982), o Lítero-Pessimista (maio 1982) e o Vaga-Lume (dez. 1982).
Os livros, custeados pelos autores, eram editados de forma artesanal, utilizando-se mimeógrafo, xerox ou pequenas gráficas

## Incentivadores
O principal incentivador do movimento foi o jornalista e poeta Alberto da Cunha Melo, que publicou tais poetas em sua Coluna Suplemento Cultural, do Recife

## Desdobramentos
No ano 2000, Francisco Espinhara lançou o livro Movimento de Escritores Independentes de Pernambuco 1980/1988, obra dividida em verbetes, contendo fotos e antologia.

## Outras referências
- ESPINHARA, Francisco. Movimento dos escritores independentes de Pernambuco 1980-1988. Recife: CEPE, 2000.
- JORNAL LÍTERO-PESSIMISTA. Recife: independente, n.1, maio 1982.
- JORNAL POEMAR. Olinda: independente, n.1, mar.-abr. 1982.
- JORNAL VAGA-LUME. Recife: independente, n.1, dez. 1982.